# Amerikanische Formel-3-Meisterschaft 2018
Die amerikanische Formel-3-Meisterschaft 2018 (offiziell F3 Americas Championship Powered by Honda 2018) war die erste Saison der amerikanischen Formel-3-Meisterschaft als FIA-zertifizierte Formel-Regional-Rennserie. Es gab 17 Rennen in den Vereinigten Staaten. Die Saison begann am 4. August in Wampum und endete am 21. Oktober in Austin.

## Teams und Fahrer
Alle Teams und Fahrer verwendeten das Ligier-Chassis JS F3, einen aufgeladenen HPD 2,0-Liter K20C1-Motor von Honda und Reifen von Hankook.
| Team                 | Auto # | Fahrer                 | Status | Rennwochenende | Quelle |
| -------------------- | ------ | ---------------------- | ------ | -------------- | ------ |
| Abel Motorsports     | 08     | Kyle Kirkwood          |        | Alle           | [ 2 ]  |
| Abel Motorsports     | 51     | Jacob Abel             |        | 3–6            | [ 3 ]  |
| Global Racing Group  | 09     | Baltazar Leguizamón    |        | Alle           | [ 4 ]  |
| Global Racing Group  | 24     | Benjamin Pedersen      |        | 2, 4–6         | [ 5 ]  |
| Global Racing Group  | 66     | Parker Locke           |        | 4–6            | [ 6 ]  |
| Importante Autosport | 13     | Peter Portante         |        | 1              | [ 7 ]  |
| Southern Motorsports | 61     | John Paul Southern Jr. |        | Alle           | [ 8 ]  |
| Howard Motorsports   | 81     | David Glassman         |        | 5              | [ 9 ]  |

## Rennkalender
Der Kalender wurde am 9. Mai 2018 erstmals veröffentlicht.
| Nr. | Datum         | Rennstrecke                                                  | Sieger              | Zweiter                | Dritter                | Pole-Position       | Schnellste Rennrunde |
| --- | ------------- | ------------------------------------------------------------ | ------------------- | ---------------------- | ---------------------- | ------------------- | -------------------- |
| 01. | 04. August    | Pittsburgh International Race Complex (Wampum, Pennsylvania) | Kyle Kirkwood       | Baltazar Leguizamón    | John Paul Southern Jr. | Baltazar Leguizamón | Kyle Kirkwood        |
| 02. | 05. August    | Pittsburgh International Race Complex (Wampum, Pennsylvania) | Kyle Kirkwood       | Baltazar Leguizamón    |                        |                     | Kyle Kirkwood        |
| 03. | 05. August    | Pittsburgh International Race Complex (Wampum, Pennsylvania) | Kyle Kirkwood       | Baltazar Leguizamón    | John Paul Southern Jr. |                     | Kyle Kirkwood        |
| 04. | 10. August    | Mid-Ohio Sports Car Course (Lexington, Ohio)                 | Kyle Kirkwood       | Benjamin Pedersen      | Baltazar Leguizamón    | Kyle Kirkwood       | Kyle Kirkwood        |
| 05. | 10. August    | Mid-Ohio Sports Car Course (Lexington, Ohio)                 | Kyle Kirkwood       | Benjamin Pedersen      | Baltazar Leguizamón    |                     | Kyle Kirkwood        |
| 06. | 11. August    | Mid-Ohio Sports Car Course (Lexington, Ohio)                 | Kyle Kirkwood       | Baltazar Leguizamón    | Benjamin Pedersen      |                     | Kyle Kirkwood        |
| 07. | 15. September | New Jersey Motorsports Park (Millville, New Jersey)          | Kyle Kirkwood       | Baltazar Leguizamón    | Jacob Abel             | Kyle Kirkwood       | Kyle Kirkwood        |
| 08. | 16. September | New Jersey Motorsports Park (Millville, New Jersey)          | Kyle Kirkwood       | John Paul Southern Jr. | Jacob Abel             |                     | Kyle Kirkwood        |
| 09. | 16. September | New Jersey Motorsports Park (Millville, New Jersey)          | Baltazar Leguizamón | Kyle Kirkwood          | Jacob Abel             |                     | Kyle Kirkwood        |
| 10. | 22. September | Road Atlanta (Braselton, Georgia)                            | Kyle Kirkwood       | Baltazar Leguizamón    | Benjamin Pedersen      | Kyle Kirkwood       | Kyle Kirkwood        |
| 11. | 23. September | Road Atlanta (Braselton, Georgia)                            | Kyle Kirkwood       | Benjamin Pedersen      | Baltazar Leguizamón    |                     | Kyle Kirkwood        |
| 12. | 23. September | Road Atlanta (Braselton, Georgia)                            | Kyle Kirkwood       | Benjamin Pedersen      | Baltazar Leguizamón    |                     | Parker Locke         |
| 13. | 13. Oktober   | NOLA Motorsports Park (Avondale, Louisiana)                  | Baltazar Leguizamón | Benjamin Pedersen      | Parker Locke           | Kyle Kirkwood       | Kyle Kirkwood        |
| 14. | 14. Oktober   | NOLA Motorsports Park (Avondale, Louisiana)                  | Kyle Kirkwood       | Baltazar Leguizamón    | Benjamin Pedersen      |                     | Kyle Kirkwood        |
| 15. | 14. Oktober   | NOLA Motorsports Park (Avondale, Louisiana)                  | Kyle Kirkwood       | Baltazar Leguizamón    | Jacob Abel             |                     | Kyle Kirkwood        |
| 16. | 20. Oktober   | Circuit of The Americas (Austin, Texas)                      | Kyle Kirkwood       | Benjamin Pedersen      | Parker Locke           | Kyle Kirkwood       | Kyle Kirkwood        |
| 17. | 21. Oktober   | Circuit of The Americas (Austin, Texas)                      | Kyle Kirkwood       | Benjamin Pedersen      | Parker Locke           |                     | Benjamin Pedersen    |

## Wertungen

### Punktesystem
Bei jedem Rennen bekamen die ersten zehn des Rennens 25, 18, 15, 12, 10, 8, 6, 4, 2 bzw. 1 Punkt(e). Es gab keine Punkte für die Pole-Position und die schnellste Rennrunde.
| Punkteverteilung | Punkteverteilung | Punkteverteilung | Punkteverteilung | Punkteverteilung | Punkteverteilung | Punkteverteilung | Punkteverteilung | Punkteverteilung | Punkteverteilung | Punkteverteilung | Punkteverteilung | Punkteverteilung |
| ---------------- | ---------------- | ---------------- | ---------------- | ---------------- | ---------------- | ---------------- | ---------------- | ---------------- | ---------------- | ---------------- | ---------------- | ---------------- |
| Platz            | 1                | 2                | 3                | 4                | 5                | 6                | 7                | 8                | 9                | 10               | PP               | SR               |
| Punkte           | 25               | 18               | 15               | 12               | 10               | 8                | 6                | 4                | 2                | 1                | –                | –                |

### Fahrerwertung
| Pos. | Fahrer          | PIT | PIT | PIT | MDO | MDO | MDO | NJM | NJM | NJM | ROA | ROA | ROA | NOL | NOL | NOL | AUS | AUS | Punkte |
| Pos. | Fahrer          | R1  | R2  | R3  | R1  | R2  | R3  | R1  | R2  | R3  | R1  | R2  | R3  | R1  | R2  | R3  | R1  | R2  | Punkte |
| ---- | --------------- | --- | --- | --- | --- | --- | --- | --- | --- | --- | --- | --- | --- | --- | --- | --- | --- | --- | ------ |
| 01   | K. Kirkwood     | 1   | 1   | 1   | 1   | 1   | 1   | 1   | 1   | 2   | 1   | 1   | 1   | 4   | 1   | 1   | 1   | 1   | 405    |
| 02   | B. Leguizamón   | 2   | 2   | 2   | 3   | 3   | 2   | 2   | 4   | 1   | 2   | 3   | 3   | 1   | 2   | 2   | 5   | DNS | 276    |
| 03   | B. Pedersen     |     |     |     | 2   | 2   | 3   |     |     |     | 3   | 2   | 2   | 2   | 3   | 4   | 2   | 2   | 183    |
| 04   | J. Abel         |     |     |     |     |     |     | 3   | 3   | 3   | 5   | 4   | 4   | DNF | 5   | 3   | 6   | 4   | 124    |
| 05   | J. Southern Jr. | 3   | DNF | 3   | DNF | 4   | 4   | 4   | 2   | DNF | DNF | DNS | DNS | DNF | DNS | DNF | 4   | 5   | 106    |
| 06   | P. Locke        |     |     |     |     |     |     |     |     |     | 4   | 5   | DNF | 3   | 4   | 5   | 3   | 3   | 89     |
| 07   | P. Portante     | 4   | NC  | DNF |     |     |     |     |     |     |     |     |     |     |     |     |     |     | 12     |
| —    | D. Glassman     |     |     |     |     |     |     |     |     |     |     |     |     | WD  | WD  | WD  |     |     | 0      |
| Pos. | Fahrer          | R1  | R2  | R3  | R1  | R2  | R3  | R1  | R2  | R3  | R1  | R2  | R3  | R1  | R2  | R3  | R1  | R2  | Punkte |
| Pos. | Fahrer          | PIT | PIT | PIT | MDO | MDO | MDO | NJM | NJM | NJM | ROA | ROA | ROA | NOL | NOL | NOL | AUS | AUS | Punkte |

| Legende       | Legende                        | Legende                                                              |
| Farbe         | Abkürzung                      | Bedeutung                                                            |
| ------------- | ------------------------------ | -------------------------------------------------------------------- |
| Gold          | –                              | Sieg                                                                 |
| Silber        | –                              | 2. Platz                                                             |
| Bronze        | –                              | 3. Platz                                                             |
| Grün          | –                              | 4. bis 10. Platz                                                     |
| Hellblau      | –                              | 10. Platz aufwärts (punktberechtigt)                                 |
| Blau          | –                              | Klassifiziert außerhalb der Punkteränge                              |
| Dunkelblau    | –                              | Klassifiziert innerhalb der Punkteränge aber keine Punktberechtigung |
| Violett       | DNF                            | Rennen nicht beendet (did not finish)                                |
| Violett       | NC                             | nicht klassifiziert (not classified)                                 |
| Rot           | DNQ                            | nicht qualifiziert (did not qualify)                                 |
| Rot           | DNPQ                           | in Vorqualifikation gescheitert (did not pre-qualify)                |
| Schwarz       | DSQ                            | disqualifiziert (disqualified)                                       |
| Weiß          | DNS                            | nicht am Start (did not start)                                       |
| Weiß          | WD                             | zurückgezogen (withdrawn)                                            |
| ohne          | PO                             | nur am Training teilgenommen (practiced only)                        |
| ohne          | DNP                            | nicht am Training teilgenommen (did not practice)                    |
| ohne          | INJ                            | verletzt oder krank (injured)                                        |
| ohne          | EX                             | ausgeschlossen (excluded)                                            |
| ohne          | DNA                            | nicht erschienen (did not arrive)                                    |
| ohne          | C                              | Rennen abgesagt (cancelled)                                          |
| ohne          | keine Teilnahme                |                                                                      |
| sonstige      | P/fett                         | Pole-Position                                                        |
| sonstige      | SR/kursiv                      | Schnellste Rennrunde                                                 |
| sonstige      | Q                              | Extrapunkte für Pole-Position                                        |
| sonstige      | X                              | Extrapunkte für gewonnene Positionen                                 |
| sonstige      | *                              | nicht im Ziel, aufgrund der zurückgelegten Distanz aber gewertet     |
| sonstige      | ()                             | Streichresultate                                                     |
| unterstrichen | Führender in der Gesamtwertung |                                                                      |

### Teamwertung
| Pos. | Team                 | Auto # | PIT | PIT | PIT | MDO | MDO | MDO | NJM | NJM | NJM | ROA | ROA | ROA | NOL | NOL | NOL | AUS | AUS | Punkte |
| Pos. | Team                 | Auto # | R1  | R2  | R3  | R1  | R2  | R3  | R1  | R2  | R3  | R1  | R2  | R3  | R1  | R2  | R3  | R1  | R2  | Punkte |
| ---- | -------------------- | ------ | --- | --- | --- | --- | --- | --- | --- | --- | --- | --- | --- | --- | --- | --- | --- | --- | --- | ------ |
| 01   | Abel Motorsports     | 08     | 1   | 1   | 1   | 1   | 1   | 1   | 1   | 1   | 2   | 1   | 1   | 1   | 4   | 1   | 1   | 1   | 1   | 529    |
| 01   | Abel Motorsports     | 51     |     |     |     |     |     |     | 3   | 3   | 3   | 5   | 4   | 4   | DNF | 5   | 3   | 6   | 4   | 529    |
| 02   | Global Racing Group  | 09     | 2   | 2   | 2   | 3   | 3   | 2   | 2   | 4   | 1   | 2   | 3   | 3   | 1   | 2   | 2   | 5   | DNS | 459    |
| 02   | Global Racing Group  | 24     |     |     |     | 2   | 2   | 3   |     |     |     | 3   | 2   | 2   | 2   | 3   | 4   | 2   | 2   | 459    |
| 02   | Global Racing Group  | 66     |     |     |     |     |     |     |     |     |     | 4   | 5   | DNF | 3   | 4   | 5   | 3   | 3   | 459    |
| 03   | Southern Motorsports | 61     | 3   | DNF | 3   | DNF | 4   | 4   | 4   | 2   | DNF | DNF | DNS | DNS | DNF | DNS | DNF | 4   | 5   | 106    |
| 04   | Importante Autosport | 13     | 4   | NC  | DNF |     |     |     |     |     |     |     |     |     |     |     |     |     |     | 12     |
| —    | Howard Motorsports   | 81     |     |     |     |     |     |     |     |     |     |     |     |     | WD  | WD  | WD  |     |     | 0      |
| Pos. | Team                 | Auto # | R1  | R2  | R3  | R1  | R2  | R3  | R1  | R2  | R3  | R1  | R2  | R3  | R1  | R2  | R3  | R1  | R2  | Punkte |
| Pos. | Team                 | Auto # | PIT | PIT | PIT | MDO | MDO | MDO | NJM | NJM | NJM | ROA | ROA | ROA | NOL | NOL | NOL | AUS | AUS | Punkte |

| Legende       | Legende                        | Legende                                                              |
| Farbe         | Abkürzung                      | Bedeutung                                                            |
| ------------- | ------------------------------ | -------------------------------------------------------------------- |
| Gold          | –                              | Sieg                                                                 |
| Silber        | –                              | 2. Platz                                                             |
| Bronze        | –                              | 3. Platz                                                             |
| Grün          | –                              | 4. bis 10. Platz                                                     |
| Hellblau      | –                              | 10. Platz aufwärts (punktberechtigt)                                 |
| Blau          | –                              | Klassifiziert außerhalb der Punkteränge                              |
| Dunkelblau    | –                              | Klassifiziert innerhalb der Punkteränge aber keine Punktberechtigung |
| Violett       | DNF                            | Rennen nicht beendet (did not finish)                                |
| Violett       | NC                             | nicht klassifiziert (not classified)                                 |
| Rot           | DNQ                            | nicht qualifiziert (did not qualify)                                 |
| Rot           | DNPQ                           | in Vorqualifikation gescheitert (did not pre-qualify)                |
| Schwarz       | DSQ                            | disqualifiziert (disqualified)                                       |
| Weiß          | DNS                            | nicht am Start (did not start)                                       |
| Weiß          | WD                             | zurückgezogen (withdrawn)                                            |
| ohne          | PO                             | nur am Training teilgenommen (practiced only)                        |
| ohne          | DNP                            | nicht am Training teilgenommen (did not practice)                    |
| ohne          | INJ                            | verletzt oder krank (injured)                                        |
| ohne          | EX                             | ausgeschlossen (excluded)                                            |
| ohne          | DNA                            | nicht erschienen (did not arrive)                                    |
| ohne          | C                              | Rennen abgesagt (cancelled)                                          |
| ohne          | keine Teilnahme                |                                                                      |
| sonstige      | P/fett                         | Pole-Position                                                        |
| sonstige      | SR/kursiv                      | Schnellste Rennrunde                                                 |
| sonstige      | Q                              | Extrapunkte für Pole-Position                                        |
| sonstige      | X                              | Extrapunkte für gewonnene Positionen                                 |
| sonstige      | *                              | nicht im Ziel, aufgrund der zurückgelegten Distanz aber gewertet     |
| sonstige      | ()                             | Streichresultate                                                     |
| unterstrichen | Führender in der Gesamtwertung |                                                                      |